# Солдатово (Казахстан)
Солда́тово (каз. Солдатово) — село у складі Улькен-Наринського району Східноказахстанської області Казахстану. Адміністративний центр та єдиний населений пункт Солдатовського сільського округу.
Населення — 722 особи (2021; 931 у 2009, 1059 у 1999, 1244 у 1989).
Національний склад станом на 1989 рік:
- казахи — 59 %
- росіяни — 36 %